# Card Captor Sakura
Card Captor Sakura (カードキャプターさくら?, Kādokyaputā Sakura, Cardcaptor Sakura), spesso abbreviato in "CCS", è un manga shōjo scritto e disegnato dalle CLAMP, pubblicato in Giappone sulla rivista Nakayoshi di Kōdansha dal giugno 1996 all'agosto 2000. In Italia è stato pubblicato da Star Comics dall'ottobre 1999 al dicembre 2000. Nel 2001 l'opera ha vinto il premio Seiun Award come 'manga dell'anno'.
Tra l'aprile 1998 e il marzo 2000 è stato prodotto un anime di due stagioni da Madhouse di 70 episodi, noto in Italia come Pesca la tua carta Sakura per la prima stagione e Sakura - La partita non è finita per la seconda. La seconda stagione ha vinto il premio Animage Anime Grand Prix nel 1999. Nell'agosto 1999 e nel luglio 2000 sono usciti anche due film d'animazione basati sulla versione animata.
In occasione del ventesimo anniversario, un sequel intitolato Cardcaptor Sakura: Clear Card è stato pubblicato in Giappone da luglio 2016 su Nakayoshi mentre in Italia da maggio 2019 da Star Comics; esso è stato adattato in una serie anime dal gennaio 2018, diffusa anche in Italia in simulcast da Yamato Video sulla piattaforma Yamato Animation e trasmessa su Man-ga sottotitolata in italiano, per poi uscire su Prime Video in versione doppiata in italiano quattro anni dopo. Prima di quest'ultima, è uscito il 1º luglio 2017 un OAV che riprende il finale delle stagioni passate in una nuova versione più fedele al finale del manga.

## Trama

### Saga diClow Card
Manga vol. 1~4 / Anime ep. 1~35 (st. 1)
Sakura Kinomoto, vivace bambina di 10 anni, trova nella biblioteca del padre un libro intitolato The Clow. Dopo aver rotto il sigillo e aperto il misterioso libro, compare un buffo animaletto parlante, chiamato Kero-chan, che si proclama come Guardiano del Sigillo, cioè colui che deve proteggere il libro e le carte contenute al suo interno. Con la rottura del sigillo però, le Clow Card sono state liberate, e ora spetta a Sakura il compito di catturarle, aiutata da Kero-chan (soprannome di Cerberus).
Questa saga si concentra principalmente sulla cattura delle carte e sull'introduzione di nuovi personaggi, come la migliore amica di Sakura, Tomoyo Daidouji, e il catturacarte cinese Syaoran Li, suo rivale, di cui si innamorerà successivamente
Card Captor Sakura - The Movie
Tra la prima e la seconda stagione è ambientato un lungometraggio animato, in cui Sakura vince un viaggio a Hong Kong, durante le vacanze di Natale. Insieme a Tomoyo, Touya e Yukito si recano nella città, dove incontrano Syaoran e Meiling con la sua famiglia. La trama si basa su una vicenda di Clow Reed, il potente mago che aveva creato le Clow Card e che in passato si era scontrato con una sua rivale, una misteriosa indovina.
Manga vol. 5~6 / Anime ep. 36~46 (st. 1)
La seconda stagione animata, che riprende vagamente gli eventi dei volumi numero 5 e 6, prepara Sakura al Giudizio Finale, cioè alla grande prova in cui la ragazzina, messa alla prova da Yue, deve dimostrare di essere all'altezza di diventare la nuova padrona delle carte. Dopo aver catturato tutte le carte, aiutata anche da Syaoran, la vera forma di Kero-chan viene rivelata, e compare anche Yue, il secondo guardiano delle Clow Card, che ha il compito di giudicare il candidato.

### Saga diSakura Card
Manga vol. 6~12 / Anime ep. 47~70 (st. 2)
Dopo essere diventata la nuova padrona delle carte, il nuovo compito di Sakura è quello di trasformare tutte le Clow Card in Sakura Card, in modo che le carte non usino più la magia di Clow, ma quella che Sakura aveva creato dal nulla. Intanto nuovi problemi sorgono nella città di Tomoeda, mentre Syaoran finisce per innamorarsi di Sakura.
Vengono introdotti nuovi personaggi, come il misterioso Eriol Hiiragizawa, la cui missione sembra essere ostacolare Sakura. Insieme a lui compaiono Spinel Sun (detto "Suppi" da Ruby e Kero-chan) e Ruby Moon, rispettivamente le controparti di Kero-chan e Yue.
Gekijōban Cardcaptor Sakura: Fūin sareta card
Il secondo film, ambientato dopo la seconda stagione animata, parla della relazione tra Syaoran e Sakura, appena accennata nell'ultimo episodio della serie. Viene introdotta una nuova carta, il Nulla, la cui esistenza era stata celata fino ad allora. La carta era stata creata per bilanciare il potere di tutte le altre, rendendola potente come tutte le 52 carte messe insieme. Dopo essersi risvegliata, questa carta inizia a far scomparire nel nulla persone, oggetti e intere parti della città.

### Saga diClear Card
2º Manga vol. 1~5 / Anime ep. 1~22 (st. 3)
Sakura ormai è cresciuta e inizia le scuole medie insieme ai suoi amici, incluso Syaoran, appena ritornato in città da Hong Kong. Dopo aver avuto un sogno premonitore riguardo ad una figura incappucciata, tutte le carte di Sakura diventano vuote e vengono rese completamente impotenti. Insieme a Kero-chan e Yue, Sakura con i suoi amici deve scoprire e catturare le nuove carte trasparenti, avendo a disposizione un nuovo potere più forte del precedente.

## Personaggi
Sakura Kinomoto (木之本 桜?, Kinomoto Sakura)
Doppiata da: Sakura Tange (ed. giapponese), Renata Bertolas (st. 1-2) / Federica Simonelli (st. 3) (ed. italiana)
È la protagonista, una ragazzina di circa 10 anni che frequenta la scuola elementare. È nata il 1º aprile e le sue materie preferite sono musica ed educazione fisica, mentre ama poco la matematica. È allegra e ottimista. Infatuata di Yukito, in seguito s'innamora di Syaoran.
Cerberus "Kero-chan" (ケルベロス 〈ケロちゃん〉?, Keruberosu "Kero-chan")
Doppiato da: Aya Hisakawa (ed. giapponese), Patrizia Scianca (st. 1-2) / Serena Clerici (st. 3) (ed. italiana)
È il custode delle Clow Card, ha l'aspetto di un piccolo peluche dorato con due ali bianche. Sakura lo chiama "Kero-chan". Ama giocare ai videogiochi e mangiare dolciumi. Nella versione originale parla il dialetto del Kansai.
Tomoyo Daidouji (大道寺 知世?, Daidōji Tomoyo)
Doppiata da: Junko Iwao (ed. giapponese), Patrizia Mottola (st. 1-2) / Giulia Maniglio (st. 3) (ed. italiana)
È la migliore amica di Sakura ed anche sua cugina di secondo grado in quanto la mamma di Tomoyo e la mamma di Sakura erano cugine (le due bambine però non sanno di essere imparentate). È nata il 3 settembre. Confeziona per la ragazzina tutti i suoi vestiti che indossa durante le missioni. Inoltre si diletta nel riprendere con una piccola videocamera le avventure della sua "beniamina".
Syaoran Li (李 小狼?, Ri Shaoran)
Doppiato da: Motoko Kumai (ed. giapponese), Monica Bonetto (ep. 1~46) / Cinzia Massironi (ep. 47~70) / Simone Lupinacci (st. 3) (ed. italiana)
È un ragazzino cinese giunto in Giappone per recuperare tutte le Clow Card. È nato il 13 luglio. È un lontano discendente di Clow Reed. Entra subito in competizione con Sakura e Kero-chan, ma alla fine si innamora di Sakura.

## Sviluppo

### Temi
Il tema principale di Card Captor Sakura è il rapporto con gli altri. La protagonista Sakura crede fortemente sia nell'amicizia sia nell'amore; è infatti sempre pronta ad aiutare tutti, compreso Syaoran, che inizialmente si presenta come suo rivale.

Syaoran mentre confessa i suoi sentimenti a Sakura nell'episodio 70

Le CLAMP affermano che uno dei loro scopi era di rendere le minoranze "normali" agli occhi di Sakura, e uno dei punti principali era dunque creare un personaggio che credesse nell'amicizia e nell'amore sotto ogni forma. Per questo motivo, la minoranza composta da stranieri che si sono trasferiti in Giappone, rappresentata dai due studenti Syaoran ed Eriol (rispettivamente cinese e inglese), non subiscono episodi di xenofobia, ma anzi vengono calorosamente accolti nel Paese. Anche i personaggi omosessuali o bisessuali (come Tōya, Yukito, Tomoyo, Syaoran e probabilmente Sakura) non vengono discriminati, ma invece accettati con disinvoltura. Viene anche presentato il tema dell'amore ostacolato dalle differenze sociali, come quella di censo (i genitori di Sakura) o d'età (Rika e il maestro Terada), tutte sempre con lieto fine per offrire esempi costruttivi ai lettori.

### Continuità
Le CLAMP hanno incluso la storia di Card Captor Sakura nel manga Tsubasa RESERVoir CHRoNiCLE, sempre delle stesse autrici.
È stato infatti rivelato che la protagonista, la Principessa Sakura, ha incontrato in sogno Sakura Kinomoto, dalla quale ha ricevuto lo Star Wand che, alcuni anni dopo, le sarebbe servito come pagamento per mandare suo figlio Syaoran (il cui vero nome in realtà è Tsubasa) nel Regno di Clow. A giudicare dalla divisa scolastica indossata da Sakura al momento dell'incontro, si deduce che esso sia avvenuto in un momento successivo al finale del manga, quando cioè Sakura frequenta già le scuole medie. In quello stesso incontro afferma che si sarebbe presa cura delle Carte di Clow, il che fa supporre che abbia imparato a controllarle anche senza lo scettro.
Come viene visto, Yuko Ichihara possiede lo scettro di Sakura, sia l'originale (Star Wand) che una replica precedentemente apparsa della forma base (Sealing Wand), difatti nel primo volume Yuko definisce lo scettro in suo possesso come "un'innocua imitazione" che "può solo emettere luci e suoni!". È stato inoltre rivelato che Sakura ha, sin da quando era bambina, dei sogni premonitori.

## Manga
Il manga è stato inizialmente pubblicato sulla rivista shōjo Nakayoshi della Kōdansha da giugno 1996 all'agosto 2000, per poi essere raccolto e serializzato in 12 tankōbon. I primi sei volumi sono ripubblicati nel 2000 in una versione bilingue, interrotta per la pubblicazione del manga negli Stati Uniti. Nel 2004 è stata presentata la ristampa, sempre di 12 volumi ma con nuove illustrazioni di copertina, così come nel 2015, in occasione del 60º anniversario della rivista.
Dal luglio 2016 è stato pubblicato sempre su Nakayoshi un seguito dal titolo Cardcaptor Sakura: Clear Card, raccolto in tankōbon dal 2 dicembre seguente. La serie si è conclusa il 1º dicembre 2023.
In Italia il manga è stato pubblicato per la prima volta dalla Star Comics dall'ottobre 1999 al dicembre 2000, sulla collana Kappa Extra. È composto da 12 tankōbon, come in originale, mentre la lettura è stata ribaltata, diventando occidentale. Una seconda edizione, sempre dalla Star Comics, è stata pubblicata dal 2011 in perfect edition, edizione speciale della casa editrice, che comprende un formato 14.5x21cm, pagine iniziali a colori, e sovraccoperta. (Come per Magic Knight Rayearth, i dialoghi sono stati riadattati e la lettura lasciata all'orientale).
Sempre la Star Comics ha pubblicato dal 23 febbraio 2022 una ristampa della serie in una nuova collector's edition fedele all'edizione giapponese, realizzata con materiali rimasterizzati e una copertina con finiture in oro che riprendono le Clow Card e colori di alta qualità. Allegata assieme al volume vi è una carta da collezione che unita con quelle negli altri volumi va a formare un'unica immagine.
Il seguito Clear Card, invece, è stato pubblicato dal maggio 2019 al dicembre 2024 da Star Comics.

### Volumi
| Card Captor Sakura (12 volumi) |                           |                        |                   |
| 1                              | 22 novembre 1996          | ISBN 978-4-06-319743-3 | 16 ottobre 1999   |
| 1                              | Capitoli - Capitoli 1-5   |                        |                   |
| 2                              | 4 aprile 1997             | ISBN 978-4-06-319791-4 | 18 dicembre 1999  |
| 2                              | Capitoli - Capitoli 6-10  |                        |                   |
| 3                              | 4 agosto 1997             | ISBN 978-4-06-319844-7 | 20 febbraio 2000  |
| 3                              | Capitoli - Capitoli 11-14 |                        |                   |
| 4                              | 5 dicembre 1997           | ISBN 978-4-06-319881-2 | 22 aprile 2000    |
| 4                              | Capitoli - Capitoli 15-18 |                        |                   |
| 5                              | 4 aprile 1998             | ISBN 978-4-06-319924-6 | 23 maggio 2000    |
| 5                              | Capitoli - Capitoli 19-22 |                        |                   |
| 6                              | 13 luglio 1998            | ISBN 978-4-06-333954-3 | 24 giugno 2000    |
| 6                              | Capitoli - Capitoli 23-26 |                        |                   |
| 7                              | 13 novembre 1998          | ISBN 978-4-06-333989-5 | 25 luglio 2000    |
| 7                              | Capitoli - Capitoli 27-30 |                        |                   |
| 8                              | 11 marzo 1999             | ISBN 978-4-06-334049-5 | 26 agosto 2000    |
| 8                              | Capitoli - Capitoli 31-34 |                        |                   |
| 9                              | 22 luglio 1999            | ISBN 978-4-06-334099-0 | 27 settembre 2000 |
| 9                              | Capitoli - Capitoli 35-38 |                        |                   |
| 10                             | 3 dicembre 1999           | ISBN 978-4-06-334259-8 | 28 ottobre 2000   |
| 10                             | Capitoli - Capitoli 39-42 |                        |                   |
| 11                             | 24 febbraio 2000          | ISBN 978-4-06-334286-4 | 29 novembre 2000  |
| 11                             | Capitoli - Capitoli 43-45 |                        |                   |
| 12                             | 31 luglio 2000            | ISBN 978-4-06-334326-7 | 30 dicembre 2000  |
| 12                             | Capitoli - Capitoli 46-50 |                        |                   |

| Cardcaptor Sakura: Clear Card (16 volumi) |                                                                                  |                                                              |                  |                        |
| 1                                         | 2 dicembre 2016                                                                  | ISBN 978-4-06-393099-3 ISBN 978-4-06-358844-6 (ed. limitata) | 15 maggio 2019   | ISBN 978-88-226-1399-8 |
| 1                                         | Capitoli - Capitoli 1-4                                                          |                                                              |                  |                        |
| 2                                         | 1º aprile 2017                                                                   | ISBN 978-1-63236-538-5 ISBN 978-4-06-358849-1 (ed. limitata) | 21 agosto 2019   | ISBN 978-88-226-1483-4 |
| 2                                         | Capitoli - Capitoli 5-8 - Capitolo Extra "Kero-chan e Spinel: Prima dell'inizio" |                                                              |                  |                        |
| 3                                         | 13 settembre 2017                                                                | ISBN 978-4-06-393266-9 ISBN 978-4-06-397038-8 (ed. limitata) | 20 novembre 2019 | ISBN 978-88-226-1618-0 |
| 3                                         | Capitoli - Capitoli 9-13                                                         |                                                              |                  |                        |
| 4                                         | 30 marzo 2018                                                                    | ISBN 978-4-06-511307-3 ISBN 978-4-06-511308-0 (ed. limitata) | 19 febbraio 2020 | ISBN 978-88-226-1708-8 |
| 4                                         | Capitoli - Capitoli 14-19                                                        |                                                              |                  |                        |
| 5                                         | 3 settembre 2018                                                                 | ISBN 978-4-06-513039-1 ISBN 978-4-06-512848-0 (ed. limitata) | 15 luglio 2020   | ISBN 978-88-226-1861-0 |
| 5                                         | Capitoli - Capitoli 20-24                                                        |                                                              |                  |                        |
| 6                                         | 3 aprile 2019                                                                    | ISBN 978-4-06-514999-7 ISBN 978-4-06-515000-9 (ed. limitata) | 21 ottobre 2020  | ISBN 978-88-226-1982-2 |
| 6                                         | Capitoli - Capitoli 25-29 - Capitolo Extra "Tomoyo Finder"                       |                                                              |                  |                        |
| 7                                         | 3 settembre 2019                                                                 | ISBN 978-4-06-517074-8 ISBN 978-4-06-517075-5 (ed. limitata) | 20 gennaio 2021  | ISBN 978-88-226-2085-9 |
| 7                                         | Capitoli - Capitoli 30-34                                                        |                                                              |                  |                        |
| 8                                         | 1º aprile 2020                                                                   | ISBN 978-4-06-517913-0 ISBN 978-4-06-517421-0 (ed. limitata) | 17 marzo 2021    | ISBN 978-88-226-2173-3 |
| 8                                         | Capitoli - Capitoli 35-39                                                        |                                                              |                  |                        |
| 9                                         | 13 ottobre 2020                                                                  | ISBN 978-4-06-521033-8 ISBN 978-4-06-521142-7 (ed. limitata) | 14 luglio 2021   | ISBN 978-88-226-2387-4 |
| 9                                         | Capitoli - Capitoli 40-44                                                        |                                                              |                  |                        |
| 10                                        | 1º aprile 2021                                                                   | ISBN 978-4-06-522870-8 ISBN 978-4-06-522869-2 (ed. limitata) | 16 febbraio 2022 | ISBN 978-88-226-2985-2 |
| 10                                        | Capitoli - Capitoli 45-49                                                        |                                                              |                  |                        |
| 11                                        | 13 ottobre 2021                                                                  | ISBN 978-4-06-524903-1 ISBN 978-4-06-524862-1 (ed. limitata) | 13 aprile 2022   | ISBN 978-88-226-3061-2 |
| 11                                        | Capitoli - Capitoli 50-54                                                        |                                                              |                  |                        |
| 12                                        | 1º aprile 2022                                                                   | ISBN 978-4-06-527161-2 ISBN 978-4-06-527162-9 (ed. limitata) | 16 novembre 2022 | ISBN 978-88-226-3604-1 |
| 12                                        | Capitoli - Capitoli 55-59                                                        |                                                              |                  |                        |
| 13                                        | 13 ottobre 2022                                                                  | ISBN 978-4-06-529235-8 ISBN 978-4-06-529243-3 (ed. limitata) | 15 marzo 2023    | ISBN 978-88-226-3807-6 |
| 13                                        | Capitoli - Capitoli 60-65                                                        |                                                              |                  |                        |
| 14                                        | 31 marzo 2023                                                                    | ISBN 978-4-06-531188-2 ISBN 978-4-06-531408-1 (ed. limitata) | 23 gennaio 2024  | ISBN 978-88-226-4280-6 |
| 14                                        | Capitoli - Capitoli 66-72                                                        |                                                              |                  |                        |
| 15                                        | 13 novembre 2023                                                                 | ISBN 978-4-06-533132-3 ISBN 978-4-06-532203-1 (ed. limitata) | 9 luglio 2024    | ISBN 978-88-226-4979-9 |
| 15                                        | Capitoli - Capitoli 73-77                                                        |                                                              |                  |                        |
| 16                                        | 1º aprile 2024                                                                   | ISBN 978-4-06-534999-1 ISBN 978-4-06-534855-0 (ed. limitata) | 3 dicembre 2024  | ISBN 978-88-226-5323-9 |
| 16                                        | Capitoli - Capitoli 78-80                                                        |                                                              |                  |                        |

## Anime
L'anime è stato prodotto dallo studio d'animazione Madhouse e diretto da Morio Asaka. Kumiko Takahashi ha lavorato come character designer e come capo direttore d'animazione della serie. Anche le autrici hanno collaborato al progetto, con Nanase Ōkawa come scrittrice della sceneggiatura, e Mokona come collaboratrice per i costumi di Sakura e il design delle Clow Card. La versione animata, infatti, propone altre 34 carte, che sommate alle 19 del manga, arrivano a 53. Vengono aggiunti due personaggi: Wei Wang, maggiordomo di Syaoran, e MeiLing, la parente che lo segue fin in Giappone intenzionata a riportarlo in Cina e sposarlo.
La serie animata, trasmessa su NHK e in seguito su Animax, è composta da tre stagioni: la prima stagione, intitolata Cardcaptor Sakura: Clow Card-hen (カードキャプターさくら クロウカード編?), è stata trasmessa dal 7 aprile al 29 dicembre 1998 (i primi 35 episodi) e dal 6 aprile al 13 luglio 1999 (i restanti 11 episodi) e si concentra sulla cattura delle carte (corrispondente ai primi sei volumi del manga); la seconda, invece, intitolata Cardcaptor Sakura: Sakura Card-hen (カードキャプターさくら さくらカード編?) è stata trasmessa dal 7 settembre 1999 al 21 marzo 2000 (24 episodi) e riguarda la trasformazione delle carte in Carte di Sakura (i restanti sei volumi). Una terza, intitolata Cardcaptor Sakura: Clear Card-hen (カードキャプターさくら クリアカード編?), è stata trasmessa dal 7 gennaio al 10 giugno 2018 (22 episodi) e corrisponde al seguito del manga dall'omonimo titolo. Un seguito è stato annunciato durante l'evento Sakura Fes tenutosi il 1º aprile 2023 e adatterà il resto della storia fino alla sua conclusione.
In Italia i primi 35 episodi della prima stagione sono stati trasmessi, con il titolo Pesca la tua carta Sakura, su Italia 1 dal 27 settembre fino al 5 novembre 1999. Invece il resto della prima stagione e la seconda, con il titolo complessivo Sakura - La partita non è finita, hanno avuto una trasmissione molto più travagliata: dopo i primi 7 episodi trasmessi dal 29 gennaio 2001, la serie è stata bruscamente interrotta a causa delle tematiche omosessuali che potevano emergere e soltanto con la messa in onda su Italia Teen Television di entrambe le stagioni tra novembre 2004 e gennaio 2005 sono stati recuperati tutti gli episodi. Le due stagioni sono state poi replicate su Italia 1 nell'estate 2006, ma l'ultimo episodio venne saltato per motivi di palinsesto. Da luglio 2019 sono presenti su Netflix, ma solo in lingua originale con sottotitoli in italiano, per impossibilità di acquisire il doppiaggio Mediaset.
La terza stagione è stata trasmessa simultaneamente col Giappone, sottotitolata in lingua italiana, da Yamato Video sul suo canale YouTube Yamato Animation. Il 3 settembre 2021, Yamato Video annuncia con un trailer il doppiaggio italiano della serie. Quest'ultima è stata pubblicata dal 12 gennaio al 30 marzo 2022 sul canale Anime Generation di Prime Video.

### Colonna sonora
Sono stati distribuiti molti album con colonne sonore, composte da Takayuki Negishi. I primi 4 album sono composti dalle sigle iniziali e della musica di sottofondo della serie animata. Il quinto e sesto album sono rispettivamente la musica delle due versioni cinematografiche. Le restanti tre sono raccolte dai temi più generali. Sono stati anche pubblicati due drama-CD, scritte da Nanase Ōkawa.
Le sigle italiane, scritte da Alessandra Valeri Manera con le musiche di Franco Fasano ed interpretate da Cristina D'Avena, presentano un arrangiamento completamente diverso dalle originali e vengono usate sia in apertura che in chiusura.
Sigla di apertura
- Catch You Catch Me, di GUMI (prima stagione; ep. 1-35)
- Tobira wo akete (扉をあけて?), di ANZA (prima stagione; ep. 36-46)
- Platinum (プラチナ?), di Maaya Sakamoto (seconda stagione; ep. 47-70)
- CLEAR, di Maaya Sakamoto (terza stagione; ep. 1-12)
- Rocket Beat (ロケットビート?), di Kiyono Yasuno (terza stagione; ep. 13-22)

Sigla di chiusura
- Groovy!, di Kōmi Hirose (prima stagione; ep. 1-35)
- Honey, di CHIHIRO (prima stagione; ep. 36-45)
- Tobira wo akete (扉をあけて?), di ANZA (prima stagione; ep. 46)
- FRUITS CANDY, di Megumi Kojima (seconda stagione; ep. 47-69)
- Platinum (プラチナ?), di Maaya Sakamoto (seconda stagione; ep. 70)
- Jewelry, di Saori Hayami (terza stagione; ep. 1-12)
- Rewind (リワインド?), di Minori Suzuki (terza stagione; ep. 13-22)

Sigla di apertura e di chiusura italiana
- Pesca la tua carta Sakura[94], di Cristina D'Avena (prima stagione; ep. 1-35)
- Sakura la partita non è finita[94], di Cristina D'Avena (seconda stagione; ep. 36-70)

### Kero-chan ni omakase!
In tutte le stagioni dell'anime Kero-chan appare alla fine di ogni episodio, in cui svolge la funzione di guida attraverso il mondo magico di Card Captor Sakura. Questi segmenti, di circa 5 minuti, sono chiamati Kero-chan ni omakase! (ケロちゃんにおまかせ！? lett. "Lasciate fare a Kero-chan!") in originale, Kero's Corner nella versione americana. Dopo i titoli di coda, Kero-chan discute infatti sui vari personaggi, i loro costumi e le loro caratteristiche, spesso in modo ironico. Nella versione italiana non è presente.
Alla fine del secondo film viene riproposto questo segmento, in cui Kero-chan e Spinel Sun si rincorrono per tutta Tomoeda per un takoyaki.

## Film
Sono stati prodotti due film, creati sulla base della serie animata. Non trattano nessuna storia del manga.
- Card Captor Sakura - The Movie (劇場版カードキャプターさくら?, Gekijōban Kādokyaputā Sakura) si svolge tra l'episodio 35 e il 36 della serie animata. Viene catturata la carta della Freccia (The Arrow). In occasione delle vacanze invernali, una fortunata vincita porta Sakura e i suoi amici nella misteriosa Hong Kong, dove il gruppo fa anche la conoscenza dell'antica famiglia di Syaoran Li. Deve però affrontare una nuova sfida e scontrarsi con la Madōshi, un'indovina che è stata respinta da Clow Reed e del quale era innamorata.
- Gekijōban Cardcaptor Sakura: Fūin sareta card (劇場版カードキャプターさくら 封印されたカード?) si svolge alla fine della seconda stagione della serie animata. Sakura è ormai diventata padrona delle Clow Card, dopo averle trasformate in Sakura Card. Adesso è messa alla prova dal suo amore per Syaoran; ma una carta, talmente potente da poter sfuggire al controllo del suo creatore, era rimasta sigillata e si risveglia con la demolizione della casa di Eriol. Si tratta della carta del Nulla (The Nothing), in grado di far sparire oggetti, persone e le stesse carte di Sakura. Alla fine del film Sakura riesce a dichiararsi a Syaoran.

## OAV
Tre OAV chiamati Tomoyo no Cardcaptor Sakura katsuyaku video nikki! (すてきですわ、さくらちゃん！ 知世のカードキャプターさくら活躍ビデオ日記！?), conosciuti anche come Tomoyo's Video Diary Specials, sono stati inseriti nella pubblicazione dei DVD ad edizione limitata. Ognuno ha la durata di circa 5 minuti:
- Video nikki! propone Sakura in una versione cantante, intenta (spinta da Tomoyo) a cantare la canzone Catch You Catch Me, prima sigla di apertura originale dell'anime.
- Video nikki 2! mostra le abilità di Sakura nel preparare torte.
- Nikki special! indaga sul mistero degli occhi chiusi di Takashi. Viene infatti notato da Meiling che il ragazzo non apre mai gli occhi, eccetto alcune volte. Si scopre infatti che li apre solamente quando dice il vero, cioè raramente: la maggior parte delle volte inventa delle storielle che tutti finiscono per credere.

Un ulteriore OAV dal titolo Cardcaptor Sakura Clear Card - Prologue: Sakura to futatsu no kuma (カードキャプターさくら クリアカード編 プロローグ さくらとふたつのくま?), che riprende il finale delle prime due stagioni e introduce alla terza, è uscito in anteprima all'Anime Expo il 1º luglio 2017 e pubblicato in DVD e Blu-ray il 13 settembre seguente assieme al terzo volume del sequel del manga. Il tema musicale è Yakusoku no sora (約束の空?), di Tomoyo Daidouji (Junko Iwao) & il coro della scuola elementare di Tomoeda.

## Videogiochi
Dalla serie sono stati tratti undici videogiochi, sviluppati per PC, Game Boy, PlayStation, WonderSwan, Dreamcast, Game Boy Advance e PlayStation 2. Tutti i videogiochi sono stati distribuiti soltanto in Giappone.
| Nº | Titolo videogioco | Piattaforma      | Data uscita      |
| -- | --- | ---------------- | ---------------- |
| 1  | Cardcaptor Sakura ~Itsumo Sakura-chan to issho~ (カードキャプターさくら ～いつもさくらちゃんといっしょ～?)                                  | Game Boy         | 15 maggio 1999   |
| 2  | Animetic Story Game (1) Cardcaptor Sakura (アニメチックストーリーゲーム（１） カードキャプターさくら?)                                      | PlayStation      | 5 agosto 1999    |
| 3  | Cardcaptor Sakura ~Sakura to fushigina Clow Card~ (カードキャプターさくら ～さくらとふしぎなクロウカード～?)                                | WonderSwan       | 2 dicembre 1999  |
| 4  | Cardcaptor Sakura: Clow Card Magic (カードキャプターさくら クロウカードマジック?)                                                           | PlayStation      | 27 gennaio 2000  |
| 5  | Tetris with Cardcaptor Sakura: Eternal Heart (テトリス ｗｉｔｈ カードキャプターさくら エターナルハート?)                                   | PlayStation      | 10 agosto 2000   |
| 6  | Cardcaptor Sakura ~Tomoeda shōgakkō dai undōkai~ (カードキャプターさくら ～友枝小学校大運動会～?)                                           | Game Boy Color   | 6 ottobre 2000   |
| 7  | Cardcaptor Sakura: Tomoyo no video daisakusen (カードキャプターさくら 知世のビデオ大作戦?)                                                  | Dreamcast        | 28 dicembre 2000 |
| 8  | Cardcaptor Sakura: Sakura no Clow Card Collection (カードキャプターさくら さくらのクロウカードコレクション?)                                | Super Note Club  | dicembre 2000    |
| 9  | Cardcaptor Sakura: Sakura Card de Mini-Game (カードキャプターさくら さくらカード ｄｅ ミニゲーム?)                                          | Game Boy Advance | 12 dicembre 2003 |
| 10 | Cardcaptor Sakura <Sakura Card-hen> ~Sakura Card to o tomodachi~ (カードキャプターさくら＜さくらカード編＞ ～さくらとカードとおともだち～?) | Game Boy Advance | 23 aprile 2004   |
| 11 | Cardcaptor Sakura: Sakura-chan to asobo! (カードキャプターさくら さくらちゃんとあそぼ！?)                                                   | PlayStation 2    | 2 dicembre 2004  |

## Libri e artbook

Dei petali di ciliegio giapponese, motivo ricorrente della serie

Nel 2000, la Kōdansha ha pubblicato un libro chiamato Cardcaptor Sakura: Clow Card Fortune Book (カードキャプターさくら クロウカードフォーチュンブック?), una sorta di guida su come leggere le Carte di Clow come se fossero tarocchi. Il libro, scritto personalmente dalle CLAMP, è stato pubblicato solamente in Giappone.
Dalla serie sono stati tratti quattro artbook di illustrazioni originali, con commenti delle stesse CLAMP: Cardcaptor Sakura Illustration (1998), Cardcaptor Sakura Illustration 2 (2000), Cardcaptor Sakura Illustration 3 (2000) e Cardcaptor Sakura Memorial Book (2001). Dalla serie TV e dai film sono stati invece tratti tre volumi intitolati Cardcaptor Sakura Illustrations Collection Cheerio!, pubblicati dal 1999 al 2000, e quattro volumi chiamati Cardcaptor Sakura Complete Book (Clow Card-hen) (1999), Movie Cardcaptor Sakura Complete Book (1999), Cardcaptor Sakura Complete Book 2 (Sakura Card-hen) (2000) e Cardcaptor Sakura Complete Book (Fūin sareta card) (2000), questi ultimi contenenti informazioni aggiuntive, riassunti degli episodi e interviste.

## Trasmissioni e adattamenti nel mondo
| Stato               | Canale/i televisivo                              | Data prima TV                        | Titolo                                                                       |
| ------------------- | ------------------------------------------------ | ------------------------------------ | ---------------------------------------------------------------------------- |
| Arabia Saudita      | Spacetoon                                        |                                      |                                                                              |
| Australia           | Network Ten, Seven Network, Cartoon Network      |                                      | Cardcaptors                                                                  |
| Brasile             | Cartoon Network, Rede Globo, Ulbra TV, Boomerang |                                      | Sakura Cardcaptors                                                           |
| Canada              | Teletoon                                         |                                      | Cardcaptors                                                                  |
| Corea del Sud       | KBS 1TV, Cartoon Network                         | 23 giugno 1999 – 8 settembre 2000    | Cardcaptor Cherry (카드캡터 체리?)                                           |
| Emirati Arabi Uniti | Cartoon Network Arabia, MBC 3                    |                                      |                                                                              |
| Finlandia           | Yle TV1, Cartoon Network, MTV3, Yle TV2          |                                      |                                                                              |
| Francia             | Fox Kids, M6                                     | 4 settembre 1999                     | Sakura, chasseuse de cartes                                                  |
| Germania            | Fox Kids, ProSieben, Kabel eins, Netflix         | 5 aprile 2003                        | Card Captor Sakura                                                           |
| Indonesia           | RCTI, Animax, Spacetoon, Antv, Trans TV          |                                      |                                                                              |
| Irlanda             | RTÉ One                                          |                                      |                                                                              |
| Israele             | Arutz HaYeladim (Kidz Channel)                   |                                      |                                                                              |
| Italia              | Italia 1, Italia Teen Television, Hiro, Netflix  | 27 settembre 1999 – febbraio 2001    | Pesca la tua carta Sakura Sakura - La partita non è finita Cardcaptor Sakura |
| Portogallo          | RTP1, RTP2, Canal Panda, Panda Biggs             |                                      | Sakura, a caçadora de cartas                                                 |
| Regno Unito         | Nickelodeon, CITV, Pop Girl                      | 2001                                 | Cardcaptors                                                                  |
| Spagna              | Canal 33, K3, Netflix                            | 18 settembre – 25 dicembre 2000 (CT) | Sakura, la caçadora de cartes Sakura, cazadora de cartas Sakura Cardcaptors  |
| Stati Uniti         | Kids WB, Cartoon Network (Toonami)               | 17 giugno 2000 – 14 dicembre 2001    | Cardcaptors                                                                  |

### Adattamento in Italia
L'edizione italiana è stata trasmessa per la prima volta, censurata, su Italia 1 con due titoli: Pesca la tua carta Sakura (i primi 35 episodi, dal 27 settembre 1999) e Sakura - La partita non è finita (i restanti 35, dal 29 gennaio 2001). Le modifiche apportate nella versione italiana riguardano soprattutto i personaggi principali e le relazioni tra di loro. Alcuni nomi sono stati leggermente modificati, come Yukito in Yuki. Al personaggio Syaoran Li invece è stato invertito il nome con il cognome, diventando Li (nome) e Syaoran (cognome).
L'età della protagonista, inoltre, passa da 10 a 14 nell'adattamento italiano. Tutte le relazioni considerate 'improprie' vengono tagliate: l'amore provato da Tomoyo per Sakura viene trasformato in una semplice amicizia, così come quello provato da Touya, fratello di Sakura, per Yukito. La cotta iniziale di Syaoran per Yukito viene tagliata, anche se dopo si scopre che era semplice attrazione causata dai suoi poteri magici. La relazione tra Rika e il suo maestro Terada è stata alleggerita, così come l'eccessiva ammirazione di Sakura per la signorina Mizuki.
Dal 1º luglio 2019 debutta anche su Netflix nella sola versione originale con i sottotitoli, ove questi ultimi ripristinano i dialoghi originali privi di modifiche.
L'adattamento di Clear Card è invece fedele all'originale, anche se ciò porta di conseguenza ad alcuni buchi di trama per chi ha seguito l'edizione italiana delle serie originale, come il fatto che Sakura inizi le scuole medie nella nuova serie quando il doppiaggio italiano della vecchia serie faceva sembrare che le stesse già frequentando. Nella versione giapponese, buona parte dei doppiatori delle prime due stagioni hanno ripreso i loro ruoli per Clear Card, mentre la versione italiana rinnova l'intero cast di doppiaggio.

### Adattamento in America
La serie Card Captor Sakura fu pesantemente modificata per il pubblico americano. Il nome divenne Cardcaptors, e i primi 8 episodi non vennero mai trasmessi. La serie cominciò così con l'arrivo di Syaoran, che divenne il coprotagonista, insieme a Sakura. Questo taglio, secondo la rete americana, è stato apportato per attrarre più ragazzi a guardare la serie. Infatti, il 60% degli spettatori erano ragazzi, mentre il restante 40% ragazze.
La cittadina immaginaria di Tomoeda, in cui si svolge la storia, diventa Reedington. La Tokyo Tower nominata da Sakura, diventa la Radio Tower. Tutte le relazioni reputate inopportune furono cambiate, come nell'edizione italiana. Perfino la sigla iniziale fu modificata, per inserire le parole "Cardcaptor" al posto di "Card Captor Sakura". Successivamente la serie TV venne raccolta in 9 DVD e subito dopo venne pubblicata in versione integrale sempre per il mercato DVD dalla Pioneer, con l'audio in giapponese e i sottotitoli in inglese.
Tutti i nomi, eccetto Sakura e Meiling, furono cambiati in nomi tipicamente americani. Inoltre, il cognome di Meiling divenne 'Rae', per cancellare ogni legame con Syaoran, visto che i due erano promessi al fidanzamento. La seguente tabella riporta i nomi originali e quelli americani:
| Personaggi         | Personaggi     | Personaggi      | Personaggi      | Personaggi        | Personaggi      | Personaggi       | Personaggi |
| ------------------ | -------------- | --------------- | --------------- | ----------------- | --------------- | ---------------- | ---------- |
| Sakura Kinomoto    | Sakura Avalon  | Syaoran Li      | Li Showron      | Clow Reed         | Clow Reed       | Takashi Yamazaki | Zachary    |
| Touya Kinomoto     | Tory Avalon    | Meiling Li      | Meilin Rae      | Eriol Hiiragizawa | Eli Moon        | Naoko Yanagisawa | Nikki      |
| Fujitaka Kinomoto  | Aiden Avalon   | Tomoyo Daidouji | Madison Taylor  | Yukito Tsukishiro | Julian Star     | Chiharu Mihara   | Chelsea    |
| Nadeshiko Kinomoto | Natasha Avalon | Sonomi Daidouji | Samantha Taylor | Kaho Mizuki       | Layla Mackenzie | Rika Sasaki      | Rita       |
| Cerberus           | Keroberos      | Spinel Sun      | Spinner Sun     | Terada            | Mr. Terada      | Maki Matsumoto   | Maggie     |

## Accoglienza
Nel 2018, il manga di Cardcaptor Sakura: Clear Card ha raggiunto i 2.2 milioni di copie vendute. Nel sondaggio Manga Sōsenkyo 2021 indetto da TV Asahi, 150 000 persone hanno votato la loro top 100 delle serie manga e Card Captor Sakura si è classificata al 62º posto.